# Edouard
Pour les articles homonymes, voir Édouard.
Le prénom français Édouard s’écrit avec un accent aigu en typographie soignée, même si l'on trouve écrit Edouard ailleurs.
La graphie Edouard est souvent utilisée à la transcription du prénom russe correspondant, du fait de règles de transcription traditionnelles n’usant guère du é et du É. 
La forme du prénom russe en alphabet cyrillique est Эдуард, translittéré selon la norme ISO 9 de 1995 en Èduard. 
- Pour l'ensemble des articles sur les personnes portant ce prénom, consulter :
  - la liste des articles dont le titre commence par ce prénom
  - les listes produites par Wikidata : Liste des personnes de prénom « Edouard » — même liste en incluant les éventuels prénoms composés qui contiennent « Edouard ».
 Par exemple :
- Edouard Berzine
- Edouard Chafranski
- Edouard Chevardnadze
- Edouard Ivanov
- Edouard Limonov
- Edouard de Stoeckl, ambassadeur de Russie